# Cão de castro laboreiro
Cão de castro laboreiro är en hundras som fått sitt namn efter en by i Viana do Castelo, Portugals nordligaste distrikt. Rasen är en av de lättare molosserhundarna. Deras traditionella användningsområde är som bergs- eller herdehundar, med uppgift att skydda tamboskap mot vargangrepp.